# الجزيرة (خميس مشيط)
الجزيرة : إحدى مراكز محافظة خميس مشيط. تقع في شمال المحافظة على مسافة 140 كيلاً، ويقطنها 352 نسمة.